# Arnold Burgen
Arnold Stanley Vincent Burgen FRS (20 de março de 1922 - 26 de maio de 2022) foi um físico e farmacologista britânico. Foi presidente fundador da Academia Europaea.
É casado com a cristalógrafa britânica Olga Kennard.
Foi eleito membro da Royal Society em 1964, fellow do Royal College of Physicians in 1969.